# Torulaspora
Torulaspora — рід грибів родини Saccharomycetaceae. Назва вперше опублікована 1904 року.

## Практичне використання
Torulaspora delbrueckii використовується у харчовій промисловості при виготовленні вина, хліба, пива.